# Бобинець Ганна Михайлівна
Ганна Михайлівна Бобинець (23 червня 1928, село Ізки, тепер Хустського району Закарпатської області — 20 жовтня 2022, село Ізки Хустського району Закарпатської області) — українська радянська діячка, новатор сільськогосподарського виробництва, доярка колгоспу «Заповіт Ілліча» Міжгірського району Закарпатської області. Депутат Верховної Ради УРСР 8-го скликання. Герой Соціалістичної Праці (8.04.1971).

## Біографія
Народилася в селянській родині. З кінця 1940-х років працювала колгоспницею, ланковою рільничої ланки колгоспу «Заповіт Ілліча» села Ізки Міжгірського району Закарпатської області. Вирощувала високі врожаї картоплі.
З 1963 по 1974 рік — доярка колгоспу «Заповіт Ілліча» Міжгірського району Закарпатської області. Досягала високих надоїв молока. У 1970 році отримала по 4636 кілограмів молока від кожної із 13 корів своєї групи.
Без відриву від виробництва закінчила вечірню середню школу. Керувала Міжгірською районною школою передового досвіду доярок Закарпатської області.
У 1974 році через професійне захворювання стала інвалідом 2-ї групи і змушена була залишити роботу.
Виховала шістьох дітей.
Потім — на пенсії в селі Ізки Міжгірського району Закарпатської області.

## Нагороди
- Герой Соціалістичної Праці (8.04.1971)
- орден Леніна (8.04.1971)
- медаль «За доблесну працю. В ознаменування 100-річчя з дня народження Володимира Ілліча Леніна»
- медалі
- звання «Мати-героїня» (30.11.2013)